# بوارا بيساني
بوارا بيساني (بالإيطالية: Boara Pisani) هي بلدية في مقاطعة باذوة، منطقة فنيتة بشمال شرق إيطاليا.
تقع على بعد 60 كيلومترًا (37 ميلًا) جنوب غرب البندقية، و35 كيلومترًا (22 ميلًا) جنوب باذوة.